# Chrysalidina
Chrysalidina es un género de foraminífero bentónico de la familia Chrysalidinidae, de la superfamilia Chrysalidinoidea, del suborden Textulariina y del orden Textulariida. Su especie tipo es Chrysalidina gradata. Su rango cronoestratigráfico abarca desde el Cenomaniense hasta el Turoniense (Cretácico superior).

## Clasificación
Chrysalidina incluye a las siguientes especies:
- Chrysalidina costata †
- Chrysalidina decorata †
- Chrysalidina floridana †
- Chrysalidina gradata †
- Chrysalidina pulchella †

Otra especie considerada en Chrysalidina es:
- Chrysalidina dimorpha †, aceptado como Chrysalidinella dimorpha †

En Chrysalidina se ha considerado el siguiente subgénero:
- Chrysalidina (Pfendericonus), aceptado como género Pfendericonus